# Madina Lake
I Madina Lake sono un gruppo musicale alternative rock statunitense formatosi a Chicago nel 2005.

## Storia
Nathan e Matthew Leone precedentemente erano in un gruppo conosciuto come The Blank Theory a Chicago, Illinois. Il batterista Dan Torelli e Mateo Camargo erano in un gruppo chiamato Reforma che era a Chicago e le due band condividevano lo stesso manager e facevano spesso tour assieme. Nathan e Matthew fecero amicizia con Dan e Mateo, e infelici delle loro situazioni decisero di uscire dai loro gruppi e di formare i Madina Lake. Suonarono il loro primo concerto il 21 maggio 2005, alla storica Metro di Chicago.
La prima produzione è l'EP autoprodotto The Disappearance of Adalia (agosto 2006). Dopo aver firmato un contratto con la Roadrunner Records, il gruppo ha pubblicato il primo album From Them, Through Us, to You nel marzo 2007.
Il secondo album in studio è uscito nel maggio 2009 ed è Attics to Eden, prodotto da David Bendeth.
Nel mese di settembre del 2011 è stato pubblicato il successivo album, World War II (Razor & Tie).

## Formazione
- Nathan Leone - voce
- Matthew Leone - basso, cori
- Mateo Camargo - chitarra, cori
- Dan Torelli - batteria, percussioni

## Discografia

### Album in studio
- From Them, Through Us, to You (2007)
- Attics to Eden (2009)
- World War III (2011)

### EP
- The Disappearance of Adalia (2006)
- The Dresden Codex (2010)